# Lokeren

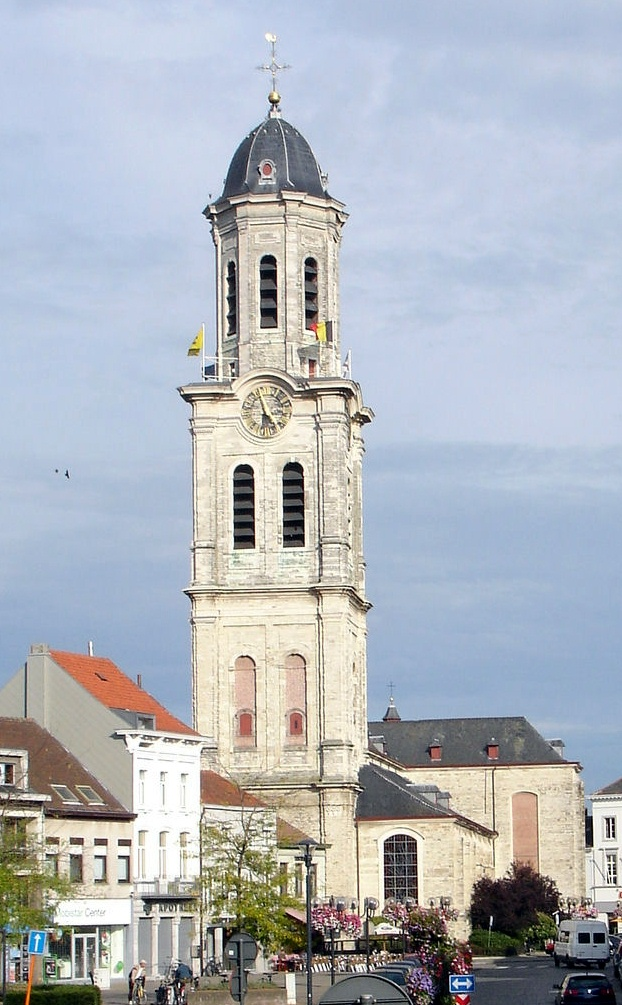
Igreja de Saint Laurence

Lokeren é um município belga localizado na província de Flandres Oriental. O município compreende a cidade de Lokeren propriamente dita e as vilas de Daknam e Eksaarde. É banhado pelo rio Durme, um afluente do Rio Escalda.
A cidade é um grande centro industrial de têxteis e de tabaco. O linho é o principal produto agrícola.

## Desporto
O seu principal clube é o KSC Lokeren.